# Ujhorod

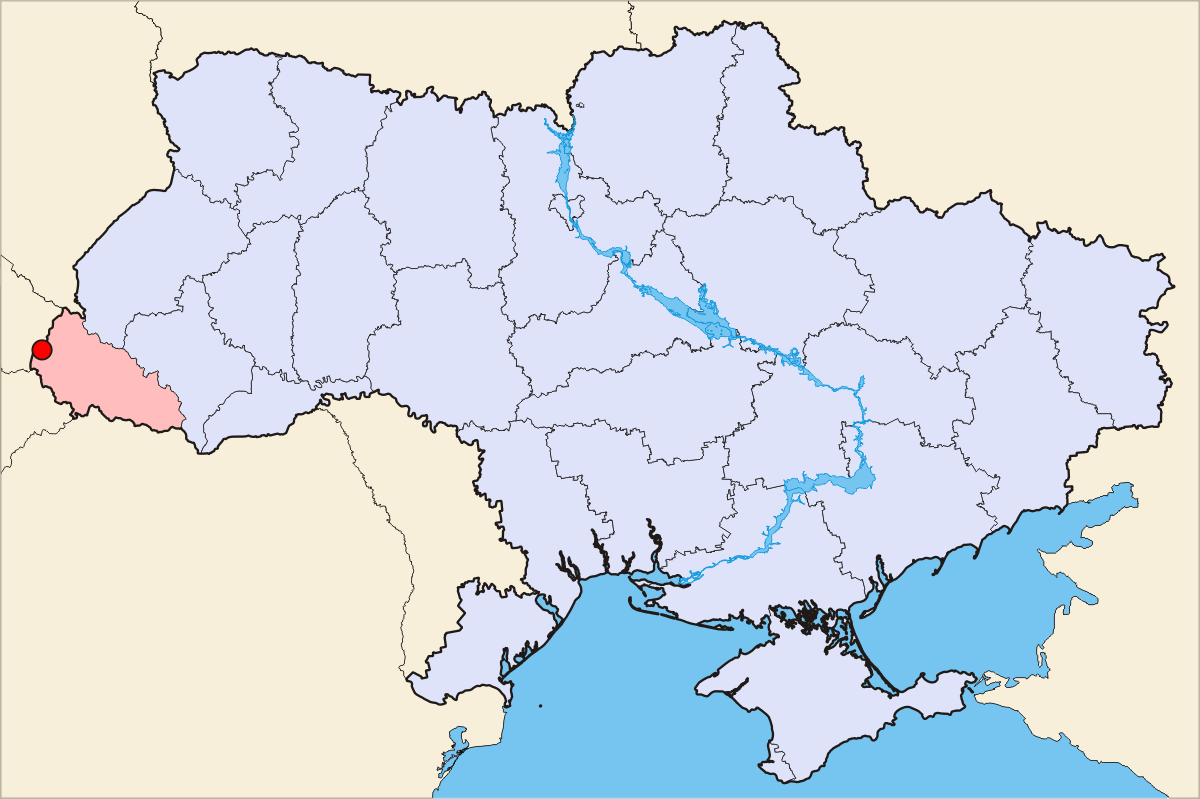
Localização de Ujhorod na Ucrânia

Ujhorod (em ucraniano: Ужгород; em húngaro: Ungvár; em latim: Uzhorodum) é uma cidade localizada no oeste da Ucrânia com 113 996 habitantes (dados de 2018).
A cidade fazia parte da Hungria de 895 a 1918 (sob o nome Ungvár). Foi atacada e devastada pelos mongóis em 1241. Em 1919 foi incorporada na Checoslováquia, em 1938, retornou à Hungria. Em 1945, anexado pela União Soviética.
Em 1928, quando Ujhorod fez parte da Checoslováquia como capital da Rússia Subcarpatiana, um monumento ao Tomáš Garrigue Masaryk foi erguido lá, ao mesmo tempo que a construção do novo distrito governamental de "Malé Galago". Hoje, desde 2004, o primeiro presidente da Checoslováquia comemora seu busto.
Dois times representam a cidade na Liga Ucraniana: Mynai e Uzhhorod

## Cidades-irmãs
Corvallis possui oito cidades-irmãs:
- Békéscsaba, Hungria
- Nyíregyháza, Hungria
- Moscou, Rússia
- Orel, Rússia
- Pula, Croácia
- Corvallis, Estados Unidos
- Darmstadt, Alemanha
- Košice, Eslováquia

## Imagens

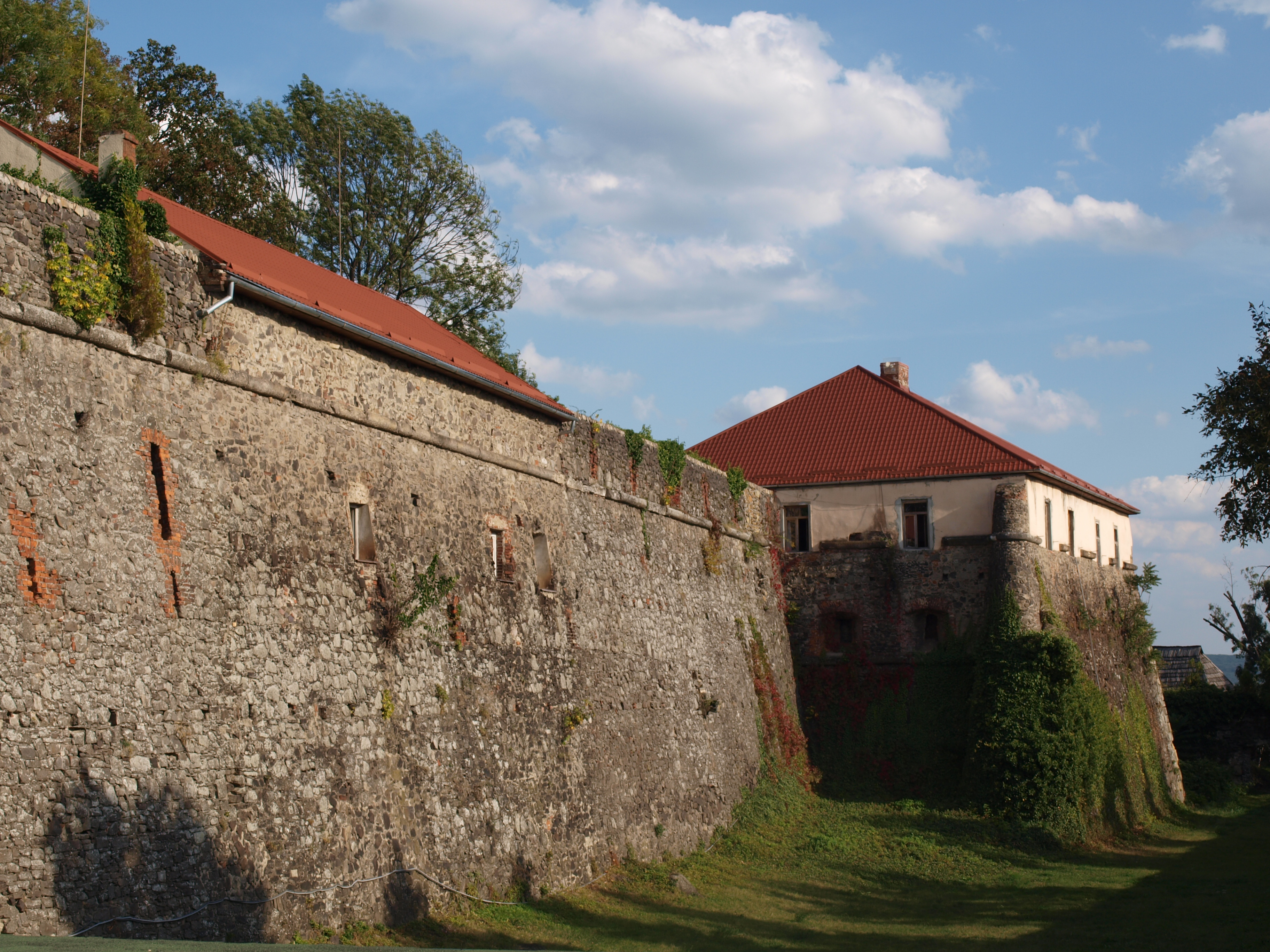
Castelo
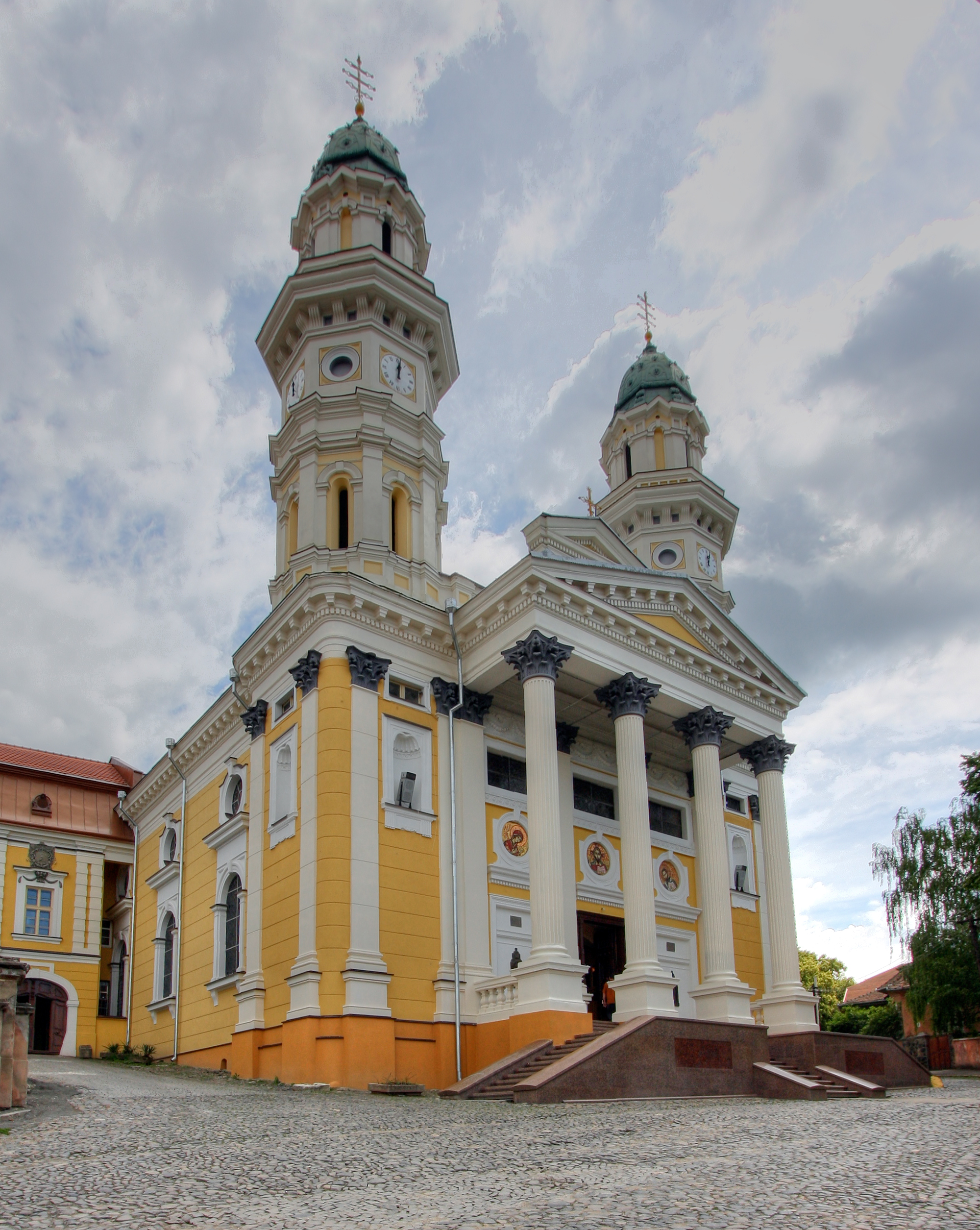
Catedral de Santa Cruz
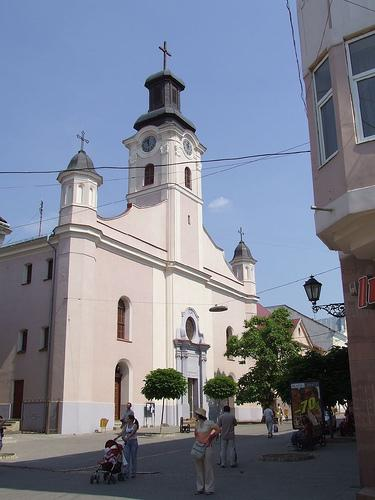
Igreja de São Jorge
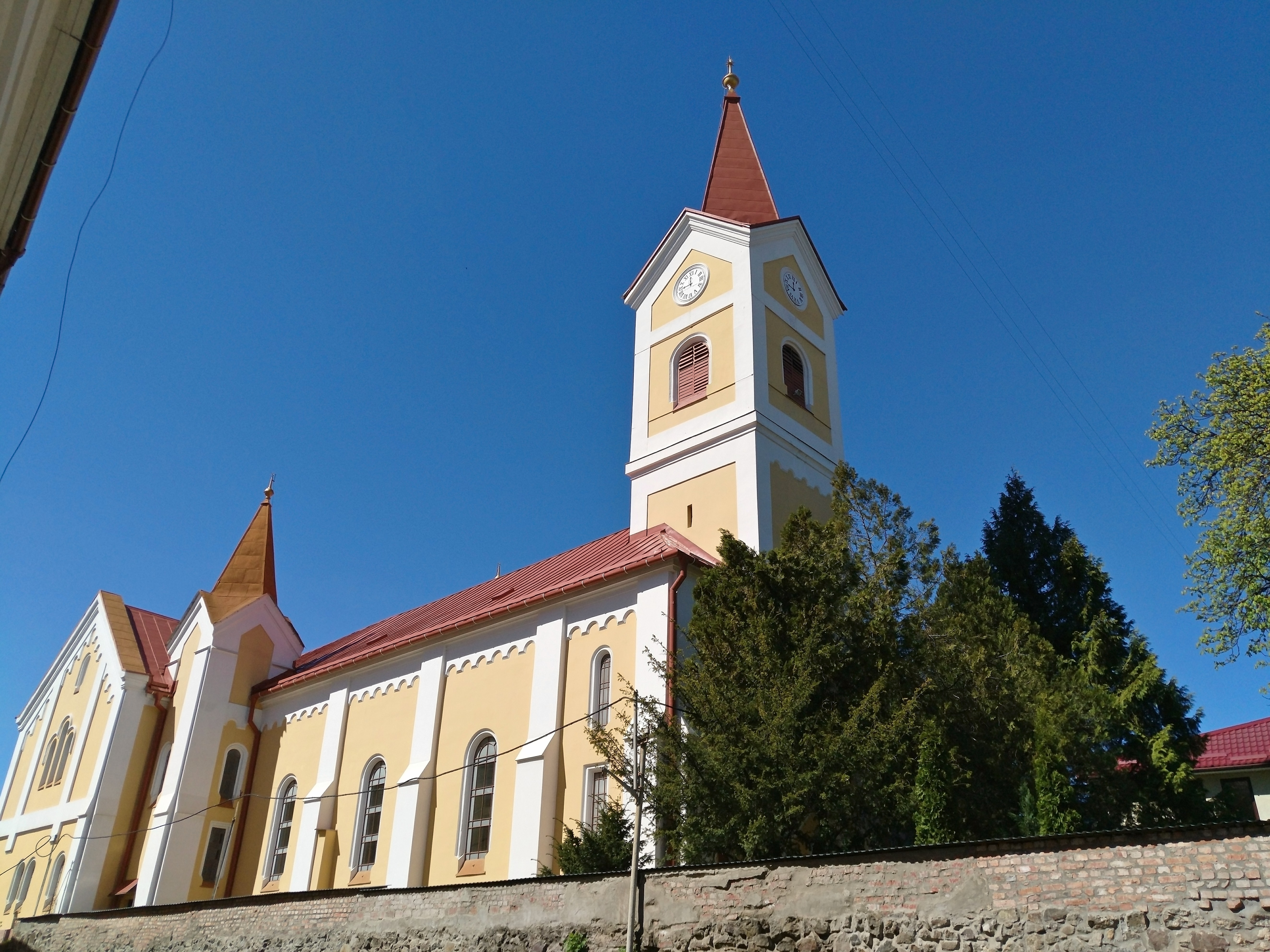
Igreja reformada
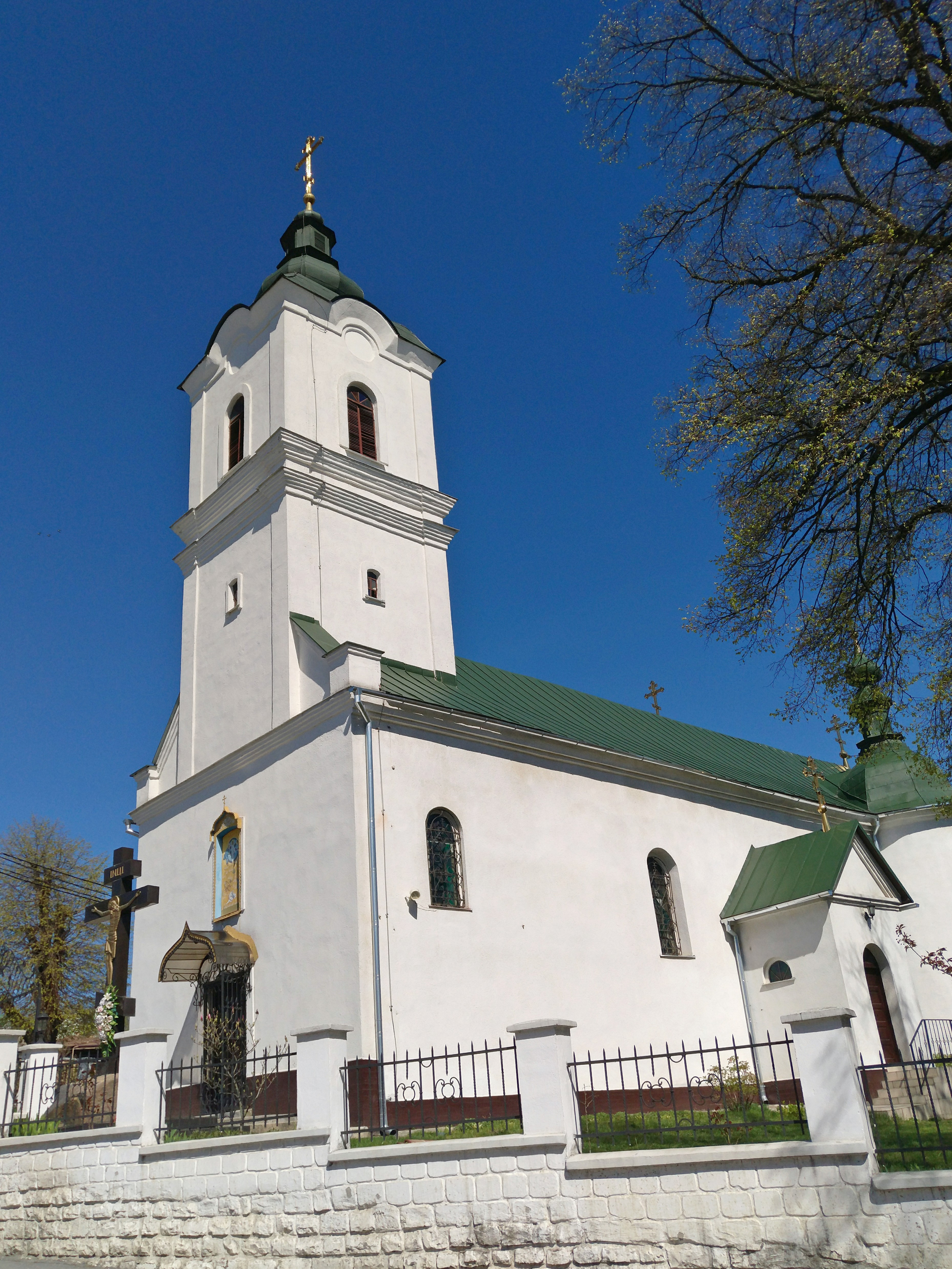
Igreja da Transfiguração
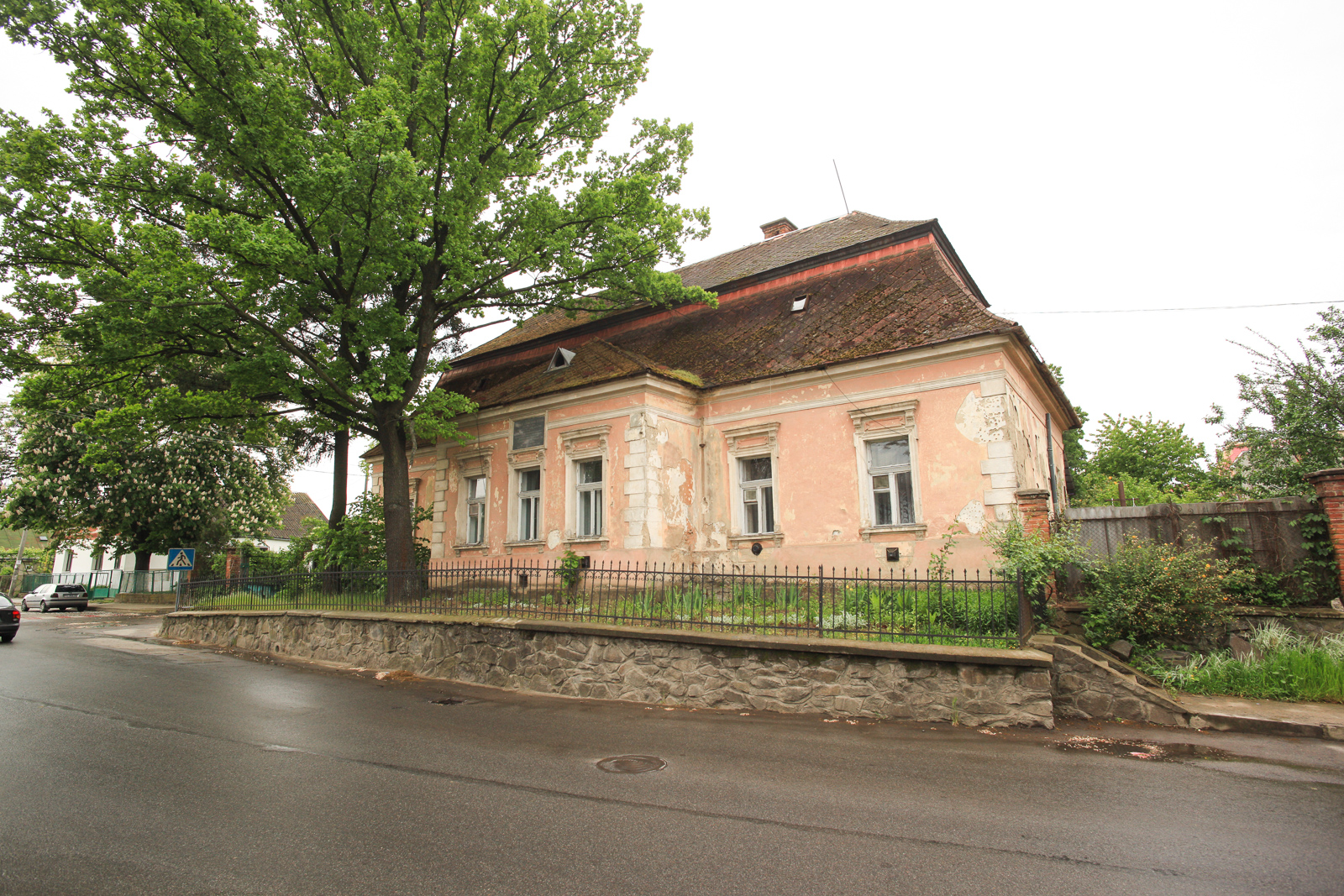
Casa de István Gyöngyösi, um poeta húngaro do século XVII
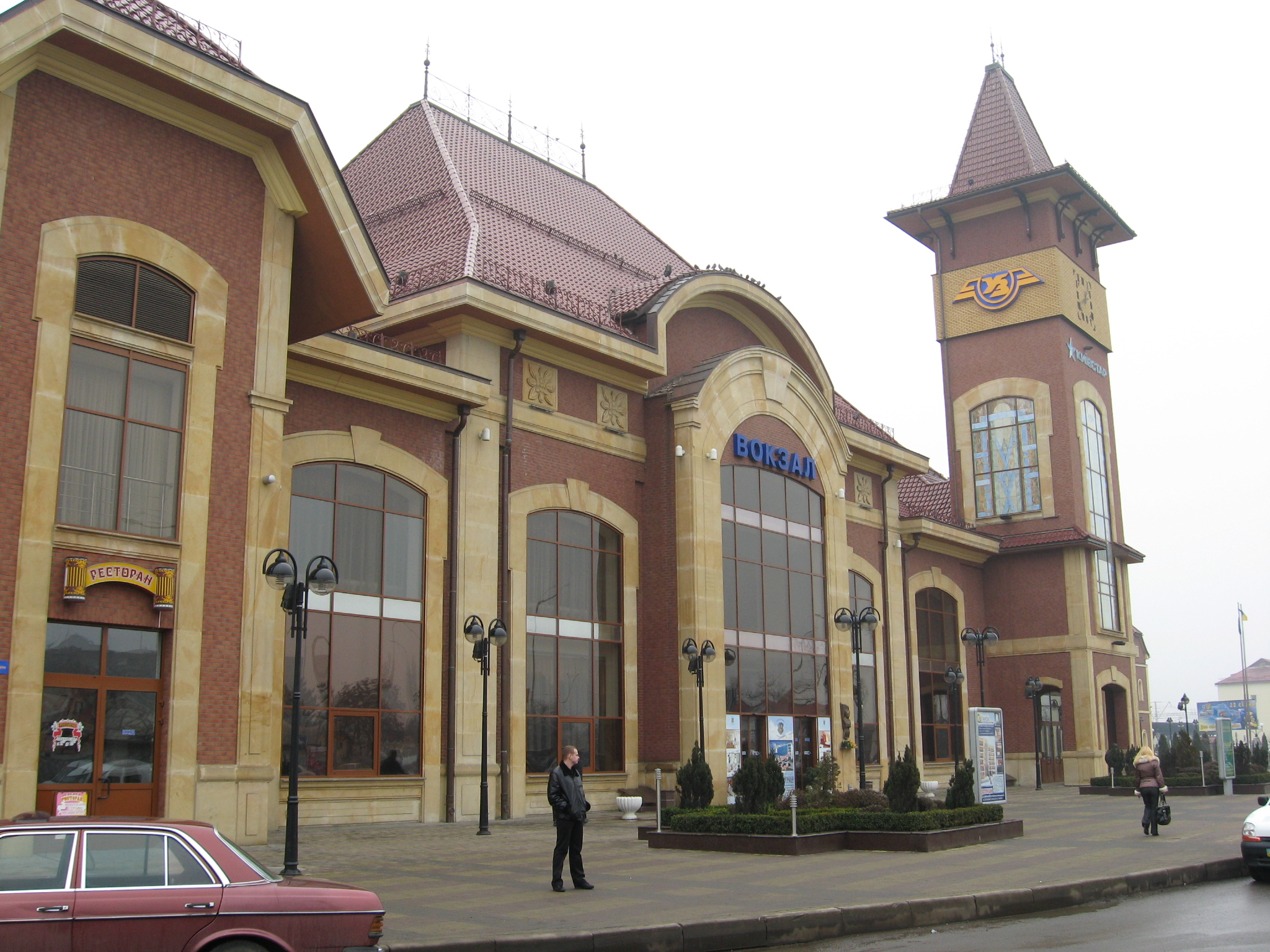
Estação Ferroviária